# هالفور هاوغ
هالفور هاوغ (بالنرويجية البوكمول: Halvor Haug)‏ هو ملحن نرويجي، ولد في 20 فبراير 1952.

## وصلات خارجية
- هالفور هاوغ على موقع ميوزك برينز (الإنجليزية)
- هالفور هاوغ على موقع ديسكوغز (الإنجليزية)